# Suzna žlijezda
Suzna žlijezda (lat. glandula lacrimalis) je parni organ, žlijezda, smještena u gornjem vanjskom dijelu očnice u udubini koja se naziva lat. fossa lacrimalis, a čini je čeona kost.
Suzna žlijezda je građena od mnogih lobula koji su međusobno odvojeni vezivnim tkivom. Svaki lobul sastoji se od brojnih acinusa. Acinusi se sastoje od sekretornih stanica koje izlučuju vodenastu seroznu tekućinu. Vrh svake stanice usmjeren je u središte lumena. Lumeni se izljevaju u intralobularne vodove koji se dalje spajaju u veće interlobularne vodove. Tekućina, suza, se izlijeva u vanjskom gornjem kutu oka te se treptajem oka razlijeva po rožnici oka. Tekućina sa skuplja u unutarnjem donjem dijelu oka, te kroz nazolakrimalni kanal (lat. canalis nasolacrimalis) se izlijeva u nosnu šupljinu.
Parasimpatička inervacije žlijezde, potječe iz lakrimalne jezgre ličnog živca (lat. nervus facialis) u ponsu, dok simpatička iz gornje cervikalnog ganglija (lat. ganglion cervicale superior). Arterijsku krv dovodi lakrimalna arterija (lat. arteria lacrimalis), ogranak oftalmičke arterije (lat. arteria ophtalmica)